# Municipio de Vernon (condado de Humboldt)
El municipio de Vernon (en inglés: Vernon Township) es un municipio ubicado en el condado de Humboldt en el estado estadounidense de Iowa. En el año 2010 tenía una población de 416 habitantes y una densidad poblacional de 4,38 personas por km².

## Geografía
El municipio de Vernon se encuentra ubicado en las coordenadas 42°51′50″N 94°1′51″O / 42.86389, -94.03083. Según la Oficina del Censo de los Estados Unidos, el municipio tiene una superficie total de 94.88 km², de la cual 94,88 km² corresponden a tierra firme y (0 %) 0 km² es agua.

## Demografía
Según el censo de 2010, había 416 personas residiendo en el municipio de Vernon. La densidad de población era de 4,38 hab./km². De los 416 habitantes, el municipio de Vernon estaba compuesto por el 98,8 % blancos, el 0,24 % eran afroamericanos, el 0,24 % eran asiáticos, el 0,24 % eran de otras razas y el 0,48 % eran de una mezcla de razas. Del total de la población el 0,72 % eran hispanos o latinos de cualquier raza.